# Trapezio (vela)

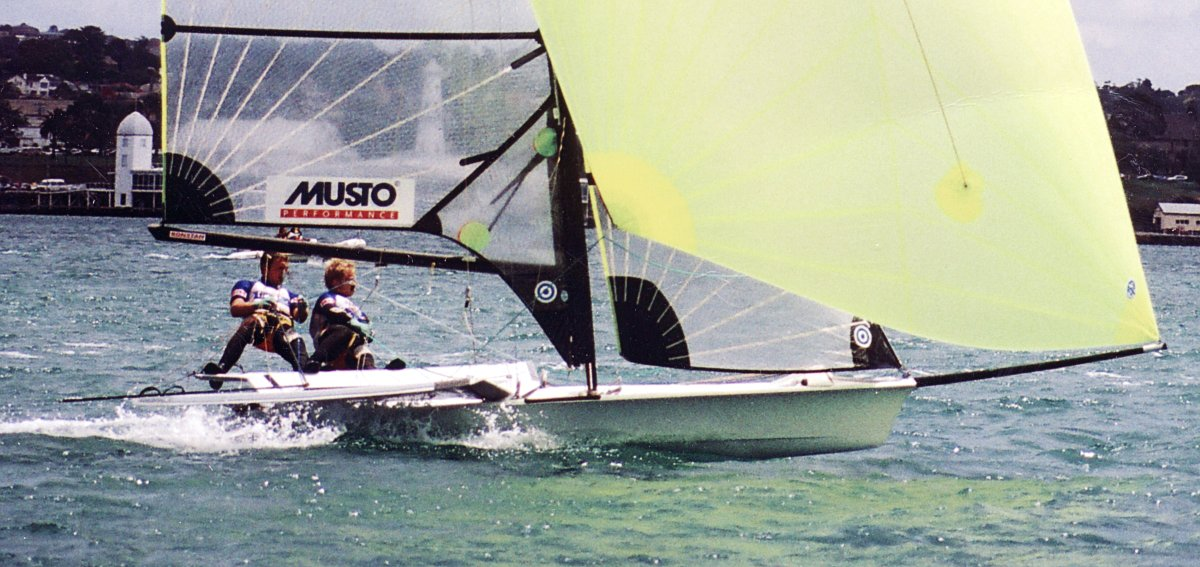
Un 49er con due persone al trapezio

Il trapezio è un sistema utilizzato sulle piccole imbarcazioni da regata (fino a 6 m di lunghezza) senza zavorra sulla chiglia, per esempio skiff, 470, 420, la maggior parte dei catamarani ed eccezionalmente su barche più grandi, come i "Classe libera" che regatano sul Lago di Garda, per controbilanciare la forza sbandante del vento sulle vele.
È costituito da un cavo in acciaio, attaccato sull'albero poco sopra l'attacco delle sartie, che arriva fino al bordo libero della barca e termina con una maniglia ed un gancio ad anello o a goccia. Solitamente la parte terminale, prima dell'anello, comprende un piccolo paranco che permette all'atleta di regolarne la lunghezza. L'atleta indossa una particolare imbragatura, detta appunto "del trapezio" o "mutanda" per la sua forma, munita di un gancio aperto posto all'altezza dei fianchi.
L'atleta aggancia l'anello e, poggiando i piedi sul bottazzo, si sporge orizzontalmente fuori bordo, aumentando notevolmente quindi la forza raddrizzante della barca. Pur essendo una posizione "acrobatica", se l'imbragatura è ben costruita, la posizione "al trapezio", comunemente detta "posizione alle cinghie", è particolarmente comoda e può essere mantenuta anche per periodi lunghi.

Gli atleti non molto pesanti usano spesso indossare delle giacche di appesantimento, cioè delle giacchette contenenti delle borse piene d'acqua, per incrementare l'efficienza dell'azione. Per regolamento le giacche di appesantimento non possono pesare più di 8 kg.
Viene utilizzato dal prodiere o anche dal timoniere sui catamarani e skiff o singoli particolarmente acrobatici contender, o canoa a vela.